# Bazinul San Marco

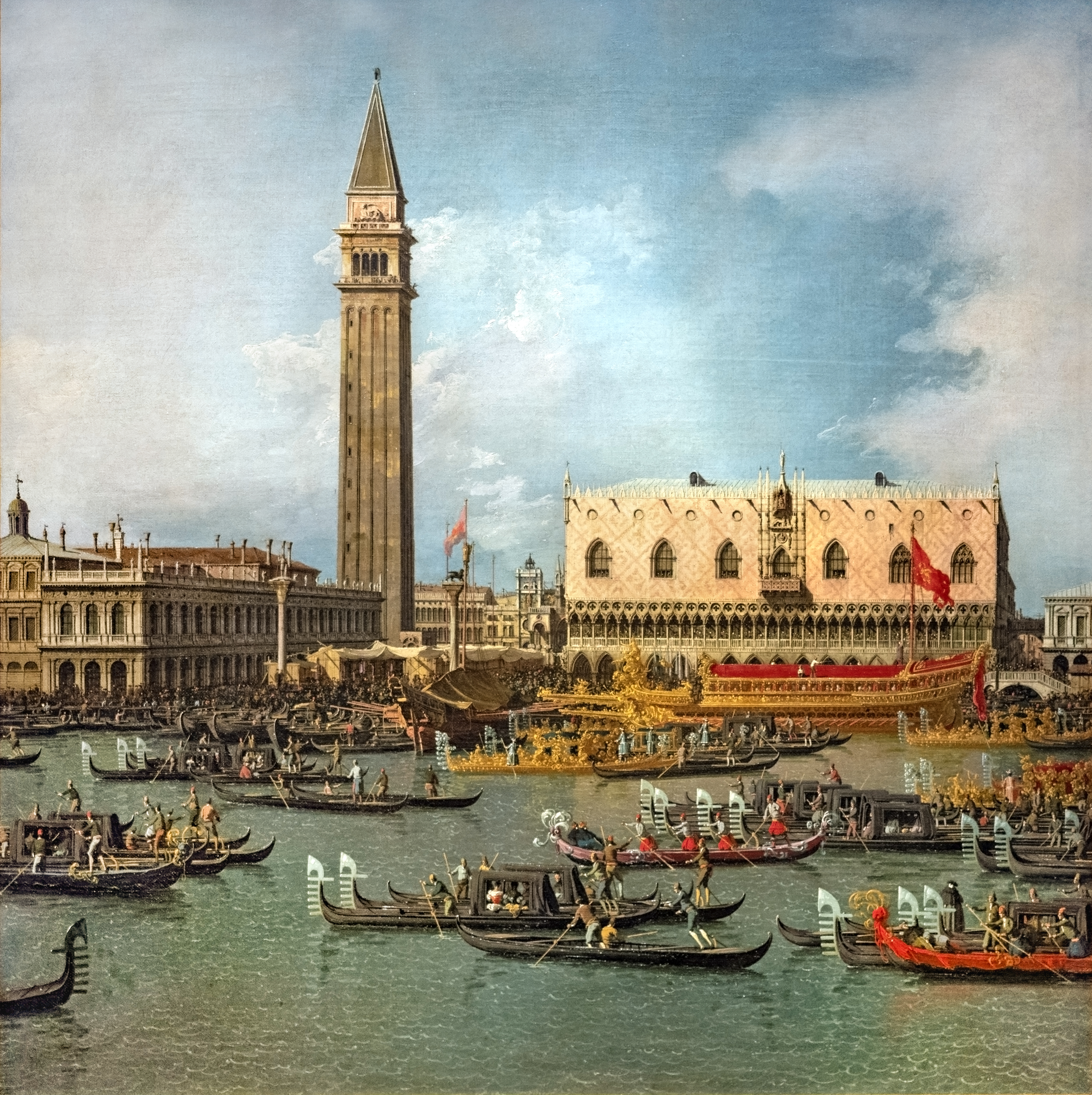
Bucentaurul în port de sărbătoarea Înălțării Domnului de Canaletto, ulei pe pânză

Bazinul San Marco (în italiană Bacino San Marco sau Bacino di San Marco) desemnează apele Lagunei Venețiene care se află în fața Pieței San Marco din Veneția, între canalele Lido, Giudecca și Canal Grande. El prelungește Canal Grande către est, în punctul de întâlnire al canalului San Marco și al canalului Giudecca. 
Acest bazin scaldă malurile sestierelor San Marco și Castello la nord (mărginite de Riva degli Schiavoni), ca și pe cea a insulei San Giorgio Maggiore; pe malurile sale se află Piazzetta San Marco (cu Palatul Dogilor, Coloanele sfinților Marcu și Teodor și fațada Bibliotecii Marciana), Riva degli Schiavoni (cu fațada severă a închisorii), insula San Giorgio Maggiore (cu bazilica și mănăstirea) și punta della Dogana, cu Palla d'Oro.
În trecut, navele străine care făceau comerț cu Republica Venețiană, ancorau în bazin, așteptând ca mărfurile lor să fie înregistrate de "vama maritimă" (Dogana di Mare), care se afla în clădirile mari situate pe Punta della Dogana, la intersecția între Canal Grande și Canalul Giudecca, în apropiere de Bazilica Santa Maria della Salute.
Bazinul, cu o adâncime maximă de aproximativ 12 metri, este traversat în mod regulat de către nave mari care intră și ies din port; în centru, două geamanduri de acostare mari sunt rezervate andocării de onoare, în special pentru navele militare. Punctul de plecare al regatei Vogalonga, care începe după clasica lovitură de tun, are loc chiar din fața Pieței San Marco.

## Afluenți

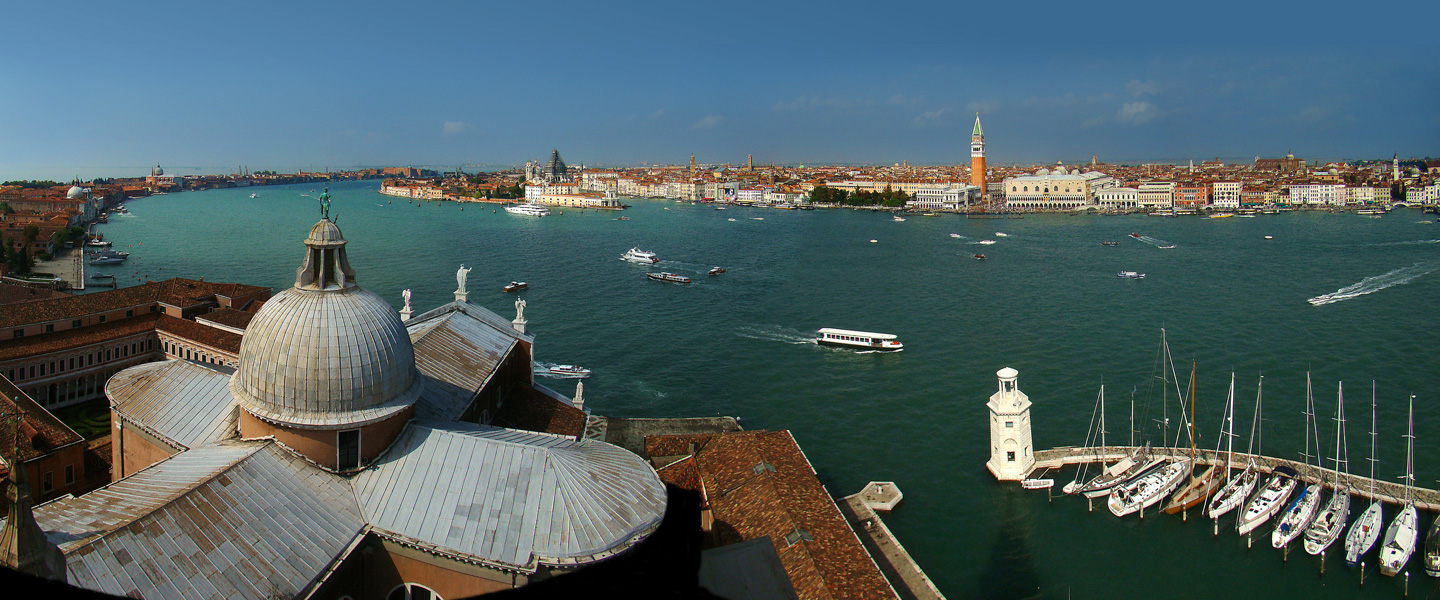
Vedere a Bazinului San Marco (din campanila San Giorgio Maggiore).

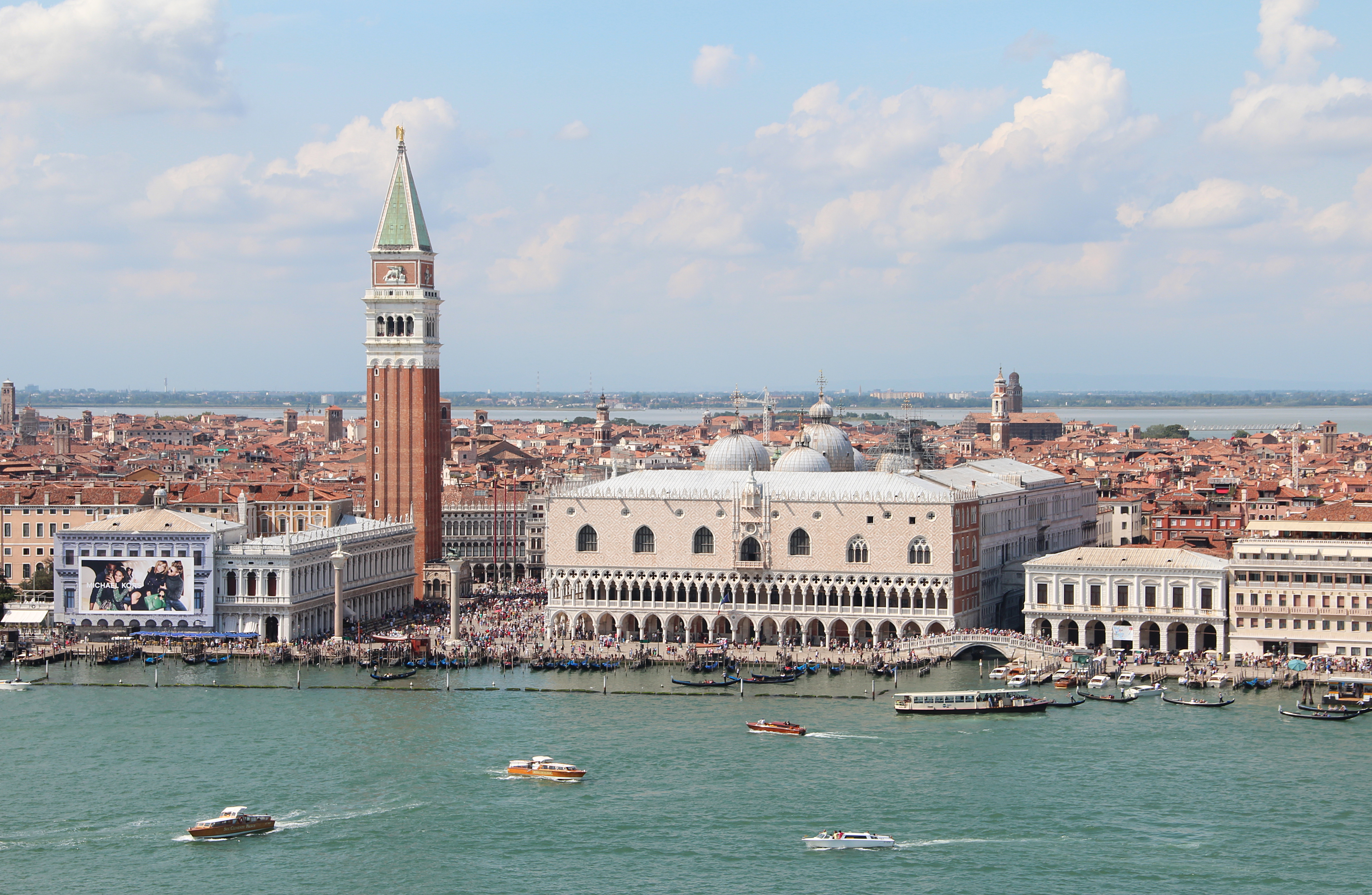
Vedere a Bazinului San Marco (din campanila San Giorgio Maggiore).

Mai multe canale din sestierele San Marco și Castello se varsă în Bazinul San Marco (de la vest la est) :
- rio dei Giardinetti
- rio de la Canonica
- rio del Vin
- rio dei Greci
- rio della Pietà
- rio de la Ca' di Dio
- rio dell'Arsenale
- rio della Tana
- rio di San Giuseppe
- rio dei Giardini
- rio di Sant'Elena

## Insule
Două insule se află în Bazinul San Marco:
- San Servolo
- San Lazzaro degli Armeni

## Scufundarea motonavei de pe linia Veneția-Fusina în bazinul San Marco
La 14 august 1944 a avut loc primul bombardament al centrului istoric al Veneției de către trei bombardiere care, după ce au mitraliat zona Malamocco lovind o navă care mergea pe linia Veneția-Chioggia (episod în care au murit 24 de persoane), s-au îndreptat către bazinul San Marco: aici, între Punta della dogana și insula San Giorgio, era ancorată nava spital germană Freiburg. 
Aliații, după o primă încercare de a lovi nava prin lansarea a patru bombe care au avariat niște monumente prin explozia provocată de acestea, au început să bombardeze nava germană. Ținta a fost lovită, murind o persoană și fiind rănite alte 11 (la acel moment pe navă nu se aflau răniți), dar în acel moment trecea prin apropiere o motonavă care transporta pe linia Veneția-Fusina numeroși civili care mergeau să facă rost de alimente. Rafalele de mitralieră au lovit motonava, ucigând 15 pasageri ai navei și rănind pe alți 50.

## Imagini

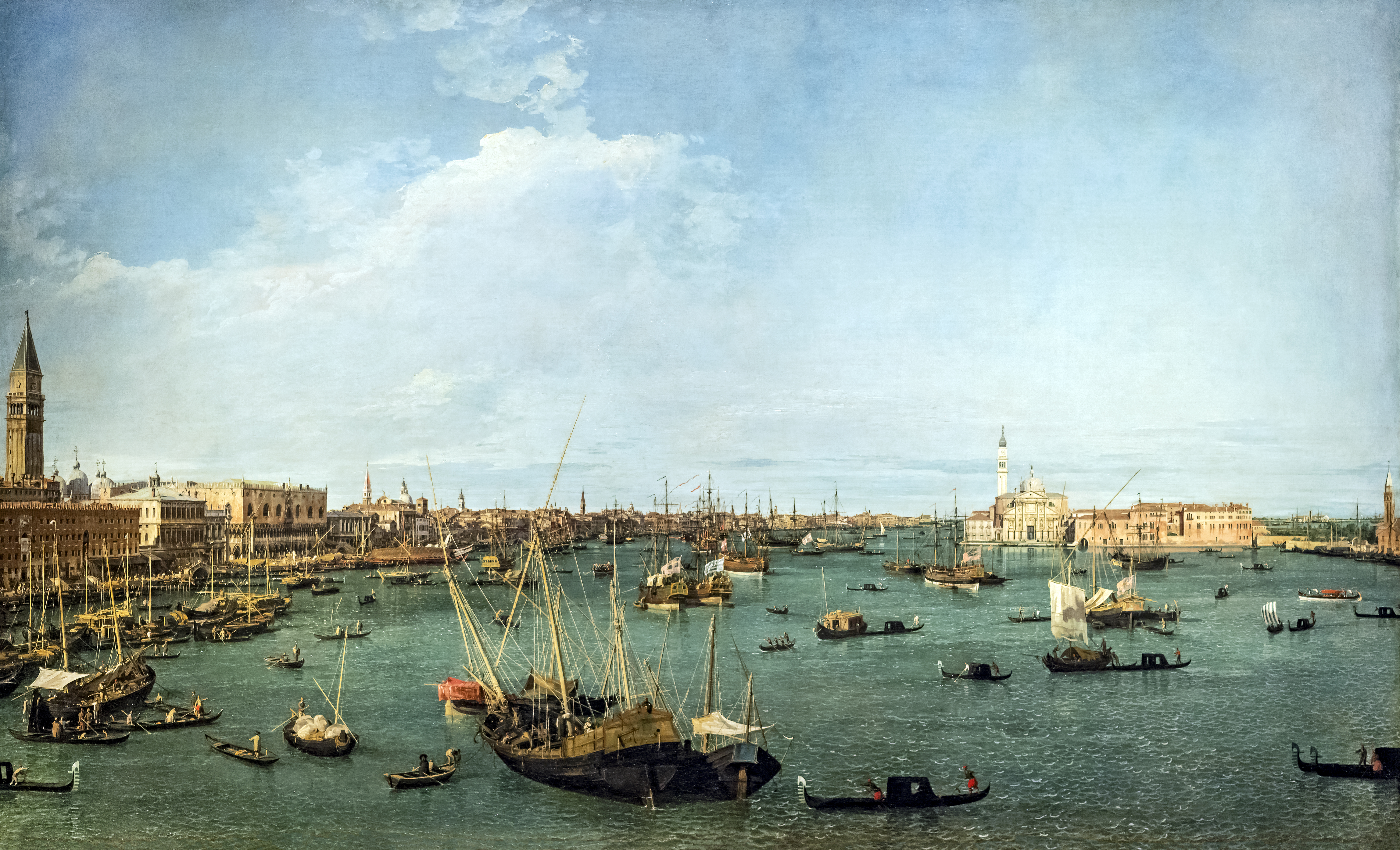
Canaletto, Bazinul San Marco, ulei pe pânză, Boston Museum of Art, Boston
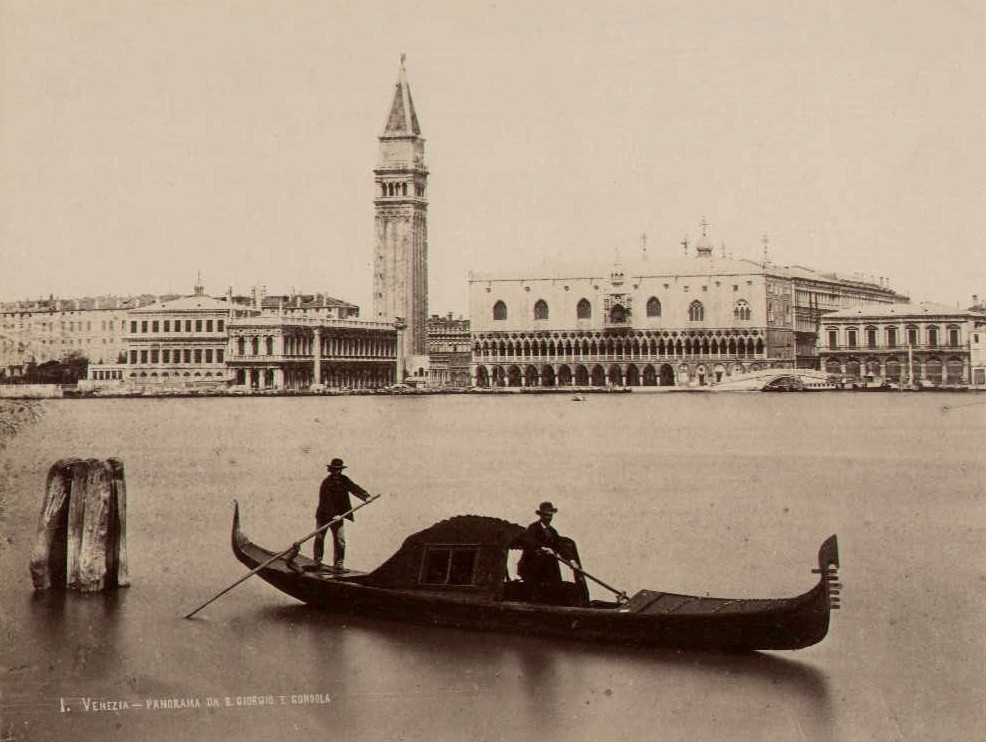
Bazinul în secolul al XIX-lea
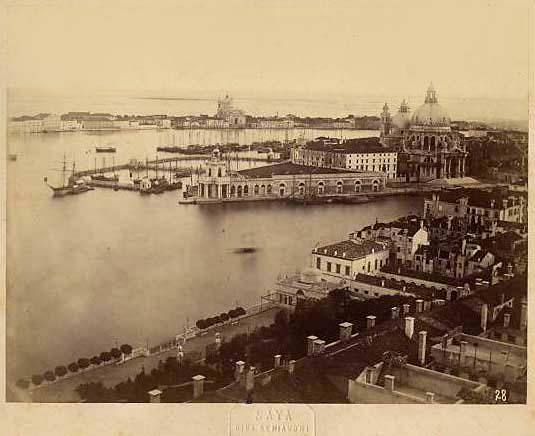
Bazinul și Punta della Dogana în secolul al XIX-lea
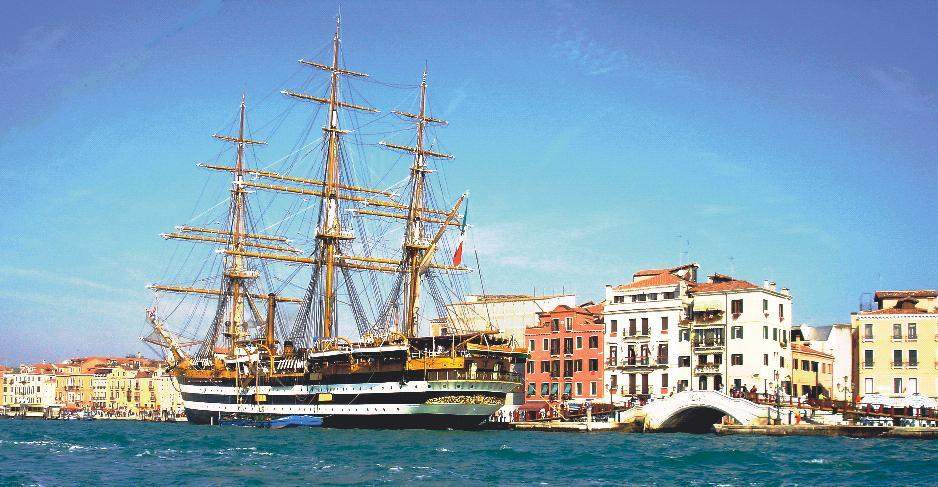
Corabia 'Amerigo Vespucci în bazinul San Marco
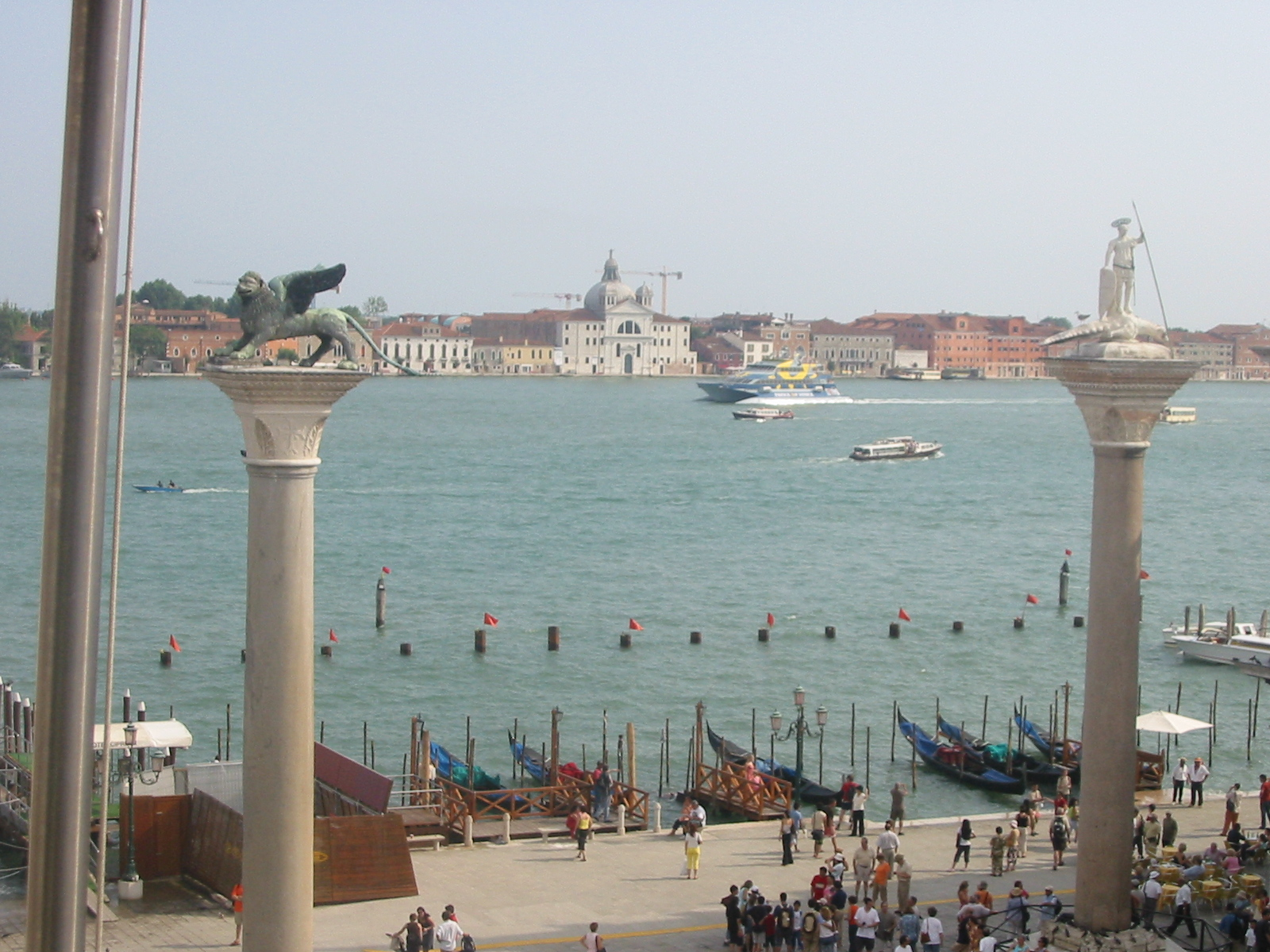
Bazinul San Marco văzut din Palatul Dogilor
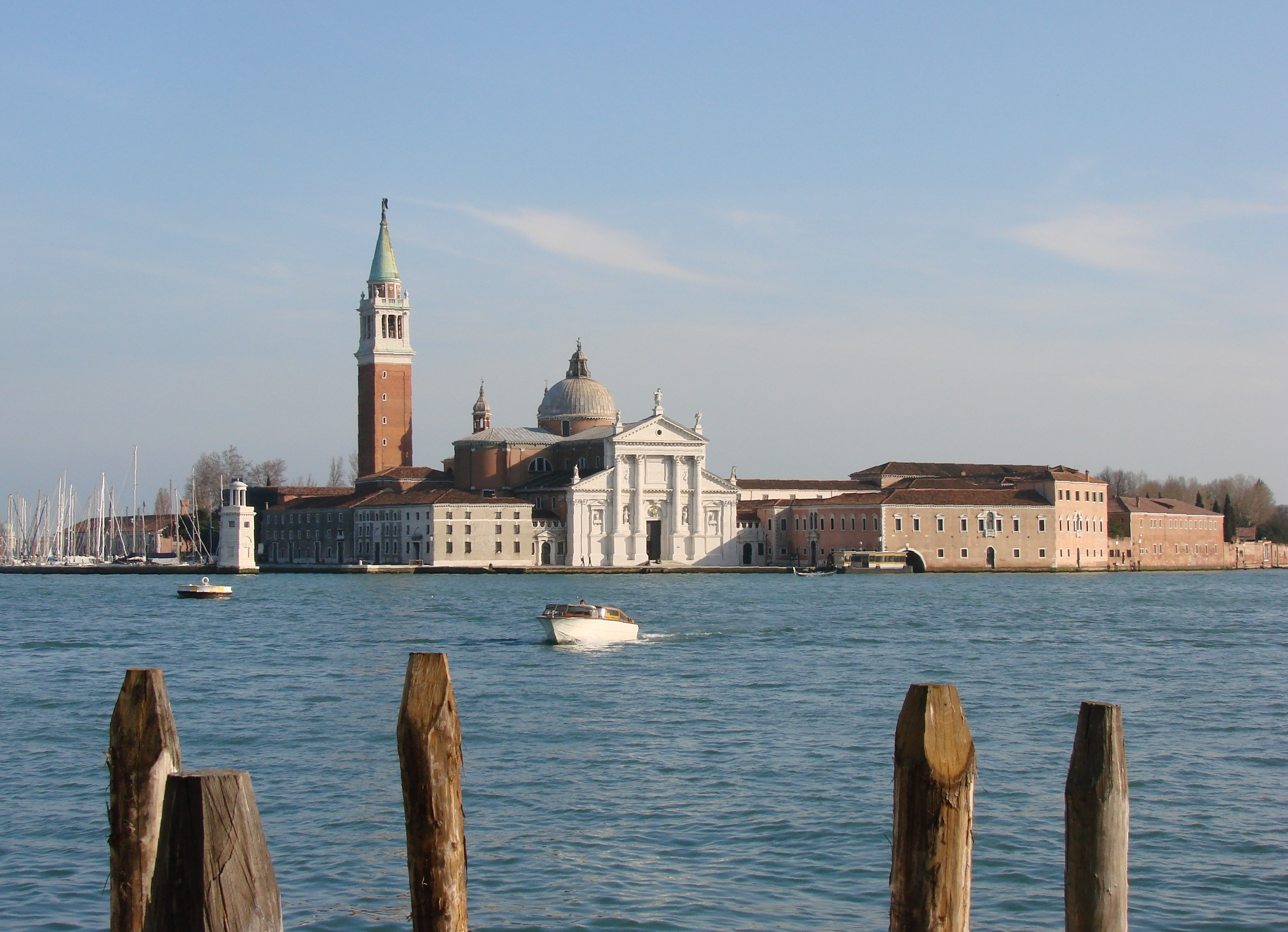
Bazinul și insula San Giorgio Maggiore